# Monako w Konkursie Piosenki Eurowizji
Monako uczestniczyło w Konkursie Piosenki Eurowizji od 1959 do 2006. Od czasu debiutu do 2006 konkursem w kraju zajmował się monakijski nadawca publiczny Télé Monte Carlo (TMC).
Monako wygrało konkurs w 1971 roku, kiedy to kraj reprezentowała Séverine z utworem „Un banc, un arbre, une rue”. Telewizja nie zorganizowała 17. Konkursu Piosenki Eurowizji, przekazując prawa do przygotowania finału Wielkiej Brytanii.
Monakijski nadawca po raz pierwszy wycofał się z udziału w konkursie w 1980, powracając do stawki podczas konkursu w 2004 roku. W 2006 roku krajowa telewizja ponownie zrezygnowała z uczestnictwa i od tamtej pory nie wysyła swojego reprezentanta.

## Uczestnictwo

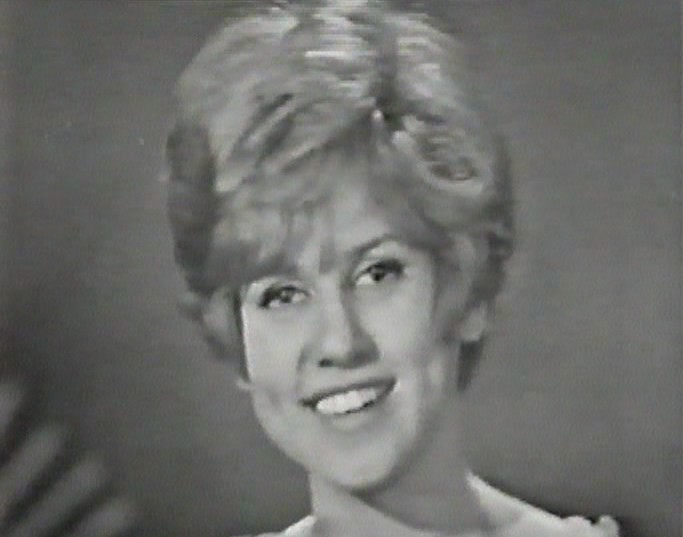
Marjorie Noël podczas 10. Konkursu Piosenki Eurowizji (1965)

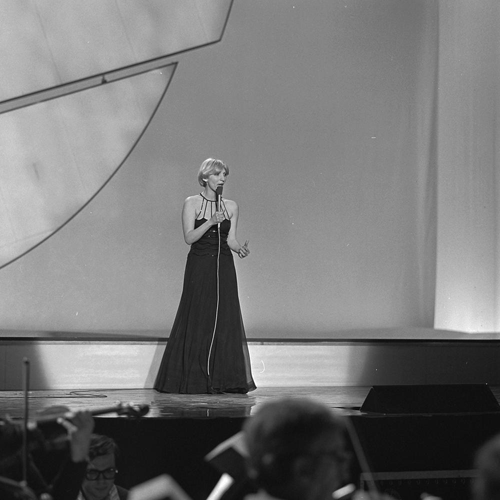
Mary Christy podczas 21. Konkursu Piosenki Eurowizji (1976)

Monako uczestniczy w Konkursie Piosenki Eurowizji od 1959 roku i do tej pory wzięło w nim udział 24 razy. Poniższa tabela uwzględnia nazwiska wszystkich monakijskich reprezentantów, tytuły konkursowych piosenek oraz wyniki w poszczególnych latach.
| Rok                                     | Artysta                          | Piosenka                               | Finał   | Finał  | Półfinał                | Półfinał                |
| Rok                                     | Artysta                          | Piosenka                               | Miejsce | Punkty | Miejsce                 | Punkty                  |
| --------------------------------------- | -------------------------------- | -------------------------------------- | ------- | ------ | ----------------------- | ----------------------- |
| 1959                                    | Jacques Pils                     | „Mon ami Pierrot”                      | 11      | 1      | Brak rundy półfinałowej | Brak rundy półfinałowej |
| 1960                                    | François Deguelt                 | „Ce soir-là”                           | 3       | 15     | Brak rundy półfinałowej | Brak rundy półfinałowej |
| 1961                                    | Colette Deréal                   | „Allons, allons les enfants”           | 10      | 6      | Brak rundy półfinałowej | Brak rundy półfinałowej |
| 1962                                    | François Deguelt                 | „Dis rien”                             | 2       | 13     | Brak rundy półfinałowej | Brak rundy półfinałowej |
| 1963                                    | Françoise Hardy                  | „L'amour s'en va”                      | 5       | 25     | Brak rundy półfinałowej | Brak rundy półfinałowej |
| 1964                                    | Romuald                          | „Où sont-elles passées”                | 3       | 15     | Brak rundy półfinałowej | Brak rundy półfinałowej |
| 1965                                    | Marjorie Noël                    | „Va dire à l'amour"                    | 9       | 7      | Brak rundy półfinałowej | Brak rundy półfinałowej |
| 1966                                    | Téréza                           | „Bien plus fort”                       | 17      | 0      | Brak rundy półfinałowej | Brak rundy półfinałowej |
| 1967                                    | Minouche Barelli                 | „Boum-Badaboum”                        | 5       | 10     | Brak rundy półfinałowej | Brak rundy półfinałowej |
| 1968                                    | Line & Willy                     | „À chacun sa chanson”                  | 7       | 8      | Brak rundy półfinałowej | Brak rundy półfinałowej |
| 1969                                    | Jean Jacques                     | „Maman, Maman”                         | 6       | 11     | Brak rundy półfinałowej | Brak rundy półfinałowej |
| 1970                                    | Dominique Dussault               | „Marlène”                              | 8       | 5      | Brak rundy półfinałowej | Brak rundy półfinałowej |
| 1971                                    | Séverine                         | „Un banc, un arbre, une rue”           | 1       | 128    | Brak rundy półfinałowej | Brak rundy półfinałowej |
| 1972                                    | Peter McLane i Anne-Marie Godart | „Comme on s'aime”                      | 16      | 65     | Brak rundy półfinałowej | Brak rundy półfinałowej |
| 1973                                    | Marie                            | „Un train qui part”                    | 8       | 85     | Brak rundy półfinałowej | Brak rundy półfinałowej |
| 1974                                    | Romuald                          | „Celui qui reste et celui qui s'en va” | 4       | 14     | Brak rundy półfinałowej | Brak rundy półfinałowej |
| 1975                                    | Sophie                           | „Une chanson c'est une lettre”         | 13      | 22     | Brak rundy półfinałowej | Brak rundy półfinałowej |
| 1976                                    | Mary Christy                     | „Toi, la musique et moi”               | 3       | 93     | Brak rundy półfinałowej | Brak rundy półfinałowej |
| 1977                                    | Michèle Torr                     | „Une petite Française”                 | 4       | 96     | Brak rundy półfinałowej | Brak rundy półfinałowej |
| 1978                                    | Caline i Olivier Toussaint       | „Les jardins de Monaco”                | 4       | 107    | Brak rundy półfinałowej | Brak rundy półfinałowej |
| 1979                                    | Laurent Vaguener                 | „Notre vie c'est la musique”           | 16      | 12     | Brak rundy półfinałowej | Brak rundy półfinałowej |
| Brak reprezentanta w latach 1980 – 2003 |                                  |                                        |         |        | Brak rundy półfinałowej | Brak rundy półfinałowej |
| 2004                                    | Maryon                           | „Notre planète”                        | –       | –      | 19                      | 10                      |
| 2005                                    | Lise Darly                       | „Tout de moi”                          | –       | –      | 24                      | 22                      |
| 2006                                    | Séverine Ferrer                  | „La Coco-Dance”                        | –       | –      | 21                      | 14                      |
| Brak reprezentanta od 2007              |                                  |                                        |         |        |                         |                         |

## Historia głosowania w finale (1959-2006)
| L.p. | Kraj            | Punkty |
| ---- | --------------- | ------ |
| 1    | Francja         | 53     |
| 2    | Wielka Brytania | 42     |
| 3    | Niemcy          | 32     |
| 4    | Izrael          | 31     |
| 5    | Grecja          | 27     |
| 5    | Szwajcaria      | 27     |

| L.p. | Kraj            | Punkty |
| ---- | --------------- | ------ |
| 1    | Francja         | 45     |
| 2    | Włochy          | 33     |
| 3    | Wielka Brytania | 24     |
| 4    | Niemcy          | 23     |
| 5    | Szwecja         | 22     |

## Organizacja
Po wygranej w 1971 roku kraj zdecydował się zorganizować kolejny konkurs jako widowisko plenerowe, wyznaczając datę raczej na czerwiec niż maj lub wczesną wiosnę. Z powodu braku funduszy i materiałów Télé Monte Carlo zwróciła się o pomoc do francuskiego nadawcy publicznego ORTF, który zgodził się zorganizować konkurs. Ponieważ nadawca monakijski chciał, aby konkurs odbył się w Monako, podczas gdy ORTF chciał, aby odbył się we Francji, negocjacje nigdy się nie powiodły, a Monako zrezygnowało z roli państwa-gospodarza. Europejska Unia Nadawców zwróciła się do Hiszpanii i Niemiec, które zajęły odpowiednio drugie i trzecie miejsce w konkursie w 1971, ale kraje te nie były zainteresowane organizacją. Konkurs został zorganizowany w Edynburgu przez brytyjskiego nadawcę BBC.